# Elección presidencial de Croacia de 1992
Las primeras elecciones presidenciales directas de Croacia se llevaron a cabo el 2 de agosto de 1992, junto con las elecciones parlamentarias. El resultado fue una victoria para el titular Franjo Tuđman, primer Presidente de la República independiente, y candidato de la Unión Democrática Croata (HDZ), que recibió el 56.7% de los votos, convirtiéndose en el primer presidente de Croacia. La participación de los votantes fue del 74.90%.

## Realización y conducta
Estos comicios se realizaron en medio de la guerra de independencia y se vieron marcadas por las irregularidades cometidas por el gobierno. Las elecciones fueron criticadas por observadores internacionales, quienes notaron varios problemas, incluyendo diferencias con el acceso de la oposición a los medios estatales, la fecha de realización mal escogida y la falta de imparcialidad de los funcionarios. Se consideró que la fecha era favorable para el gobierno de HDZ, que demoró la aprobación de las leyes electorales en violación de la nueva constitución del país. El período de tiempo entre el anuncio de las elecciones y la fecha de la elección en sí se consideró "inusualmente corto", lo que dificulta la preparación de los partidos de oposición y los funcionarios electorales. Las elecciones se realizaron en un período de vacaciones, cuando un número significativo de personas estaría fuera de sus ciudades natales y no podrían votar.

## Resultados
| Candidato                                            | Partido                                | Votos     | %     |
| ---------------------------------------------------- | -------------------------------------- | --------- | ----- |
| Franjo Tuđman                                        | Unión Democrática Croata               | 1.519.100 | 56.73 |
| Dražen Budiša                                        | Partido Social Liberal de Croacia      | 585.535   | 21.87 |
| Savka Dabčević-Kučar                                 | Partido del Pueblo Croata              | 161.242   | 6.02  |
| Dobroslav Paraga                                     | Partido de los Derechos Croatas        | 144.695   | 5.40  |
| Silvije Degen                                        | Partido Socialista de Croacia          | 108.979   | 4.07  |
| Marko Veselica                                       | Partido Democrático Croata             | 45.593    | 1.70  |
| Ivan Cesar                                           | Partido Demócrata Cristiano de Croacia | 43.134    | 1.61  |
| Antun Vujić                                          | Socialdemócratas de Croacia            | 18.783    | 0.70  |
| Votos en blanco/anulados                             | Votos en blanco/anulados               | 50.703    | –     |
| Total                                                | Total                                  | 2.677.764 | 100   |
| Votantes registrados/participación                   | Votantes registrados/participación     | 3.575.032 | 74.90 |
| Fuente: Nohlen & Stöver. p419; Resultados oficiales. |                                        |           |       |